# Das Philosophische Quartett
Das Philosophische Quartett war eine zweimonatliche Kultur-Talkshow des Zweiten Deutschen Fernsehens (ZDF). Titel und Konzept sind in Anlehnung an Das Literarische Quartett, ebenfalls eine Sendung des ZDF, entstanden. Gastgeber jeder Sendung waren die beiden Philosophen Peter Sloterdijk und Rüdiger Safranski, die mit zwei weiteren – immer wechselnden – Gesprächspartnern Grundsatzfragen unserer Gesellschaft (lt. Eigendefinition) diskutierten.
Am 26. März 2012 wurde bekannt, dass das Format ab Mai 2012 nach zehn Jahren Abschied nimmt. Am 13. Mai 2012  wurde die Sendung durch Weisung des Intendanten Thomas Bellut eingestellt. Die Sendung nachtstudio mit ähnlichem Format wurde ebenso 2012 eingestellt. Im Herbst 2012 startete als Nachfolge des Philosophischen Quartetts die Sendung Precht.

## Sendung
Jede Sendung hatte eine Länge von 60 Minuten und wurde vor Publikum aufgezeichnet und später am Abend ausgestrahlt. Zum Ende jeder Sendung empfahlen die beiden Gastgeber Bücher zum Thema.

## Gäste
Das Philosophische Quartett hatte namhafte Gäste aus den Bereichen Philosophie, Kunst, Kultur, Journalismus, Politik, Sport, Wissenschaft und Wirtschaft; einige von ihnen waren auch mehrfach eingeladen.
| - Martin Walser - Michael Krüger - Juli Zeh - Joschka Fischer - Gerd Ganteför - Frank Schätzing - Werner Sobek - Michael Mönninger - Joseph Vogl - Gabor Steingart - Daniel Cohn-Bendit - Gero von Randow - Friedrich Wilhelm Graf - Michael Naumann - Gunnar Heinsohn - Thea Dorn - Gerhard Roth - Hans-Ulrich Wehler - Egon Bahr - Horst Teltschik - Durs Grünbein - Peter Bieri - Bazon Brock - Josef Haslinger - Elke Schmitter - Györgi Konrad - Richard David Precht - Richard von Weizsäcker - Klaus Dörner - Ernst Wilhelm Händler - Jürgen Flimm - Boris Groys - Gunter Gebauer - Konrad Schily - Giovanni di Lorenzo | - Wolfgang Rihm - Bernd Kauffmann - Moritz Rinke - Joachim Fest - Alan Posener - Daniel Deckers - Monika Maron - Heiner Mühlmann - Klaus Mertes - Meinhard Miegel - Bodo Kirchhoff - Beatrice Weder di Mauro - Ernst Peter Fischer - Rüdiger von Rosen - Albrecht Koschorke - Michael Stürmer - Karl Schlögel - Harald Welzer - Ines Geipel - Reinhold Messner - Heribert Prantl - Paul Nolte - Christina Weiss - Luc Bondy - Jens Bisky - Peter Schneider - Peter Glotz - Franziska Augstein - Thilo Bode - Peter Kubelka - Jörg Friedrich - Klaus von Dohnanyi - Hanns-Josef Ortheil - Martin Mosebach - Roger Willemsen | - Herfried Münkler - Wilhelm Schmid - Maxim Biller - Necla Kelek - Frank A. Meyer - Otto Schily - Matthias Matussek - Volker Schlöndorff - Fritz J. Raddatz - Asfa-Wossen Asserate - Jan Assmann - Antje Vollmer - Friedrich Schorlemmer - Hans Ulrich Gumbrecht - Margarita Mathiopoulos - Claus Peymann - Reinhard Kahl - Michael Klett - Florian Langenscheidt - Hans-Olaf Henkel - Norbert Bolz - Gesine Schwan - Richard Schröder - Heiner Geißler - Franz Josef Radermacher - Andrea Fischer - Wolf Wondratschek - Hans D. Barbier - Manfred Lütz - Arnulf Baring - Mathias Döpfner - Bernhard Bueb - Adolf Muschg |